# Bart Wellens
Bart Wellens (ur. 10 sierpnia 1978 w Herentals) – belgijski kolarz przełajowy, dwukrotny mistrz świata w konkurencji elite (2003, 2004), trzykrotny mistrz Belgii (2000, 2005, 2007). Zdobywca Pucharu Świata (2003) i Super Prestige (2004). Dwukrotny mistrz świata zawodników do lat 23 (1999, 2000).

## Osiągnięcia

### Mistrzostwa świata
- 2003 – 1. miejsce
- 2004 – 1. miejsce
- 2006 – 2. miejsce

### Puchar Świata
- 2001 – 2. miejsce
- 2002 – 3. miejsce
- 2003 – 1. miejsce
- 2004 – 3. miejsce
- 2006 – 3. miejsce
- 2007 – 2. miejsce
- 2008 – 2. miejsce
- 2009 – 2. miejsce